# منتخب جنوب إفريقيا لدوري الرغبي
منتخب جنوب أفريقيا الوطني لدوري الرغبي (بالإنجليزية: South Africa national rugby league team)‏ هو ممثل جنوب أفريقيا الرسمي في المنافسات الدولية في دوري الرغبي .

## وصلات خارجية
- الموقع الرسمي